# لوغيون
اللوغيون أو اللوجيون أو الليجيون (بالإنجليزية: Lugii)‏ هم شعب ينتمي لحضارة برزيورسك. كانوا يسكنون منطقة سيليزيا حول مدينة لغنيتسا ( لوجيدونوم قديما) ويرتبط اسمهم العرقي بالإله لوغ. كانوا مقسمين حسب المؤرخ تاسيتس إلى عدة فروع إدارية تشمل من بين آخرين الهاريين، الإلفيكونيين، المانيميين، الإيليسيين و الناهارنفال. و قسمهم بطليموس في جغرافيته إلى ثلاثة فصائل متميزة وهي: البوري، والديدوني، والأوماني.
ويرتبط اللوغيون بالشعوب الجرمانية-القلطية وعلى وجه الخصوص بالوندال الذين احتلوا نفس المناطق التي احتلوها والذين وجدوا خلال فترة ثقافة برزيفورسك. ومن المحتمل أه تم استيعابهم من قبل الوندال حوالي القرن الثالث ميلادي. في الواقع، على الرغم من أن هذين الشعبين يقعان بالفعل في نفس المنطقة حسب المؤلفين الرومان، إلا أنه لم يتم ذكرهما في نفس الوقت أبدًا. وفقًا لجون أندرسون، فإن اللوغيون والوندال هما تسميتان لمجموعة قبلية واحدة، والأخيرة عامية والأولى اسم ديني.
يعتقد هيرفيج ولفرام أن اللوغيين والوندال شكلوا مجتمعًا طائفيًا واحدًا عاش في نفس منطقة أودر في منطقة سيليزيا التي خضعت أولاً للحكم القلطي قبل أن تخضع للحكم الجرماني. كان مصدر قوتهم هو السيطرة على مركز طريق المهرمان التجاري بين منطقة سامبيا الواقعة على بحر البلطيق ومقاطعات الإمبراطورية الرومانية بانونيا ونوريكوم ورييتيا.
يعتبر مؤلفو القرن التاسع عشر ميلادي مثل كونراد مالتي برون أن اللوغيين هم أسلاف البولنديين اليوم، الذين كانوا يُطلق عليهم سابقًا اسم لييشيس أو ليشيس نسبةً إلى سلفهم الأسطوري ليش. ولهذا السبب أراد الروائي القومي البولندي هنريك سينكيفيتش تكريم هذا الشعب من خلال إطلاق اسم ليجيا على بطلة روايته "كو فاديس" سنة 1896م.